# Đông Sơn, Chương Mỹ
Đông Sơn là một xã thuộc huyện Chương Mỹ, thành phố Hà Nội, Việt Nam.
Xã Đông Sơn có diện tích 7,48 km², dân số năm 1999 là 8.276 người, mật độ dân số đạt 1.106 người/km².
Xã Đông Sơn bao gồm 9 thôn: Lương Sơn, An Sơn, Gốt Thượng, Đông Cựu ( đồi ), Thanh Trì, Yên Kiện, Thôn Gốt, Thôn Đông, Quyết Hạ.